# موديرن تايمز فوريفر (فلم)
موديرن تايمز فوريفر (بالإنجليزية: Modern Times Forever) فيلم دنماركي أخرجه مجموعة من المخرجين، صدر سنة 2011 .
الفيلم مدته 240 ساعة، وهو ثاني أطول فيلم في العالم.

## روابط خارجية
- مقالات تستعمل روابط فنية بلا صلة مع ويكي بيانات

## روابط إضافية
- خدمات لوجستية (فيلم)